# نادي الرباط والأنوار
نادي الرباط والأنوار أو نادي الرباط والأنوار الرياضي ببورسعيد هو نادي رياضي مصري تأسس عام 1984 يقع بمدينة بورسعيد ويتبع شركة القناة للرباط وأنوار السفن التابعة لهيئة قناة السويس.